# SN 2007B
SN 2007B – supernowa typu Ia odkryta 5 stycznia 2007 roku w galaktyce NGC 7315. W momencie odkrycia miała maksymalną jasność 16,70m.